# 篠田看護専門学校
篠田看護専門学校（しのだかんごせんもんがっこう）は、山形県山形市に所在していた専修学校。看護学科が設置されていた。

## 概要
1952年6月に准看護士養成所として開校する。
1991年4月に篠田看護専門学校を開校。
1995年11月より卒業生は専門士の称号を付与されるようになる。
2022年3月閉校。開校より30年あまりで1000人もの卒業生を送り出してきた。
第105回看護師国家試験の結果は新卒の合格率は96.4％であった。